# Светско првенство у атлетици на отвореном 2011 — 20 километара ходање за жене
Дисциплина 20 километара ходање у женској конкуренцији на Светском првенству у атлетици 2011. у Тегуу одржано је 31. августа. Тачмичење је одржано на улицама Тегуа, а старт и циљ је био и Меморијалном парку Gukchae-bosang.
Учествовало је 50 такмичарки из 33 земље. Главни фаворит је била Рускиња Олга Канискина са изгледом да настави низ узастопних титула на светским првенствима из (2007. у Осаки и 2009. у Берлину), олимпијске победнице 2008. у Пекингу и европске првакиње на Европском првенству 2010.. Поред ње у фарорите су убрајане најбоље у сезони 2011. такође Рускиње Вера Соколова и Анисја Кирдјапкина а ту су још Олив Локнејн сребрна из Берлина 2009. и Хонг Љу

## Освајачи медаља
|                |                         |                     |
| Хонг Љу · Кина | Елиза Ригаудо · Италија | Ћејанг Шенђе · Кина |

## Рекорди пре почетка Светског првенства 2011.
26. август 2011
| Светски рекорд             | Вера Соколова · Русија      | 1:25:08 | Сочи, Русија            | 26. фебруар 2011  |
| Рекорд светских првенстава | Олимпијада Иванова · Русија | 1:25:41 | Хелсинки, Финска        | 7. август 2005    |
| Светски рекорд сезоне      | Вера Соколова · Русија      | 1:25:08 | Сочи, Русија            | 26. фебруар 2011  |
| Афрички рекорд             | Grace Wanjiru Njue · Кенија | 1:34:19 | Најроби, Кенија         | 1. август 2010    |
| Азијски рекорд             | Ванг Јен · Кина             | 1:26:22 | Гуангџоу, Кина          | 19. новембар 2001 |
| Североамерички рекорд      | Грасијела Мендоза · Мексико | 1:30:03 | Мезидан Кано, Француска | 2. мај 1999       |
| Јужноамерички рекорд       | Миријам Рамон · Еквадор     | 1:31:25 | Лима, Перу              | 7. мај 2005       |
| Европски рекорд            | Вера Соколова · Русија      | 1:25:08 | Сочи, Русија            | 26. фебруар 2011  |
| Океанијски рекорд          | Џејн Севил · Аустралија     | 1:27:44 | Намбург, Немачка        | 2. мај 2004       |

### Најбољи резултати у 2011. години
Десет најбољих ходачица на 20 км у 2011. године пре почетка првенства (24. августа 2011), имале су следећи пласман.
| 1  | Вера Соколова Русија      | 1:25:08 | 26. фебруар 2011 |
| 2  | Анисја Кидрјапкина Русија | 1:25:09 | 26. фебруар 2011 |
| 3  | Хонг Љу Кина              | 1:27:17 | 22. април 2011   |
| 4  | Ана Лукјанова Русија      | 1:27:49 | 26. фебруар 2011 |
| 5  | Shenjie Qieyang Кина      | 1:28:04 | 22. април 2011   |
| 6  | Татјана Минева Русија     | 1:28:09 | 11. јун 2011     |
| 7  | Олга Канискина Русија     | 1:28:35 | 9. април 2011    |
| 8  | Татјана Короткова Русија  | 1:28:38 | 26. фебруар 2011 |
| 9  | Нина Очотникова Русија    | 1:28:41 | 11. јун 2011     |
| 10 | Yanfei Li Кина            | 1:28:43 | 24. април 2011   |

## Квалификационе норме
| А норма | Б норма |
| ------- | ------- |
| 1:33:30 | 1:38:00 |

## Сатница
| Датум           | Време | Коло   |
| --------------- | ----- | ------ |
| 31. август 2011 | 9,00  | Финале |

## Резултати

### Финале
,
| Пласман | Атлетичарка             | Држава               | Време            | Белешке          |
| ------- | ----------------------- | -------------------- | ---------------- | ---------------- |
|         | Љу Хунг                 | Кина                 | 1:30:00          |                  |
|         | Елиза Ригаудо           | Италија              | 1:30:44          | РС               |
|         | Ћејанг Шенђе            | Кина                 | 1:31:14          |                  |
| 4       | Сусана Феитор           | Португалија          | 1:31:26          |                  |
| 5       | Ana Cabecinha           | Португалија          | 1:31:36          |                  |
| 6       | Кристина Салтанович     | Литванија            | 1:31:40          | РС               |
| 7       | Беатриз Пасквал         | Шпанија              | 1:31:46          |                  |
| 8       | Инес Енрикез            | Португалија          | 1:32:06          |                  |
| 9       | Вера Соколова           | Русија               | 1:32:13          |                  |
| 10      | Марија Васко            | Шпанија              | 1:32:42          |                  |
| 11      | Гао Ни                  | Кина                 | 1:32:49          |                  |
| 12      | Реган Ламбле            | Аустралија           | 1:33:38          |                  |
| 13      | Олив Локнејн            | Ирска                | 1:34:02          |                  |
| 14      | Татјана Минејева        | Русија               | 1:34:08          |                  |
| 15      | Настасја Јацевич        | Белорусија           | 1:34:09          |                  |
| 16      | Jamy Franco             | Гватемала            | 1:34:36          |                  |
| 17      | Куми Отоши              | Јапан                | 1:34:37          |                  |
| 18      | Клер Талент             | Аустралија           | 1:34:46          |                  |
| 19      | Мајуми Кавасаки         | Јапан                | 1:35:03          |                  |
| 20      | Џоан Џексон             | Уједињено Краљевство | 1:35:32          |                  |
| 21      | Нађа Боровска-Прокопјук | Украјина             | 1:35:38          |                  |
| 22      | Lucie Pelantová         | Чешка                | 1:35:45          |                  |
| 23      | Jeon Yong-eun           | Јужна Кореја         | 1:35:52          | РС               |
| 24      | Клаудија Штеф           | Румунија             | 1:36:55          |                  |
| 25      | Агнесе Пастаре          | Летонија             | 1:37:48          |                  |
| 26      | Бригита Вирбалите       | Литванија            | 1:38:39          |                  |
| 27      | Марија Михта            | САД                  | 1:38:54          |                  |
| 28      | Марија Чакова           | Словачка             | 1:39:07          |                  |
| 29      | Arabelly Orjuela        | Колумбија            | 1:39:28          |                  |
| 30      | Ингрид Ернандез         | Колумбија            | 1:39:53          |                  |
| 31      | Зузана Шиндлерова       | Чешка                | 1:39:57          |                  |
| 32      | Марија Поли             | Швајцарска           | 1:40:28          |                  |
| 33      | Milángela Rosales       | Венецуела            | 1:40:49          |                  |
| 34      | Rachel Lavallée Seaman  | Канада               | 1:43:31          |                  |
| 35      | Grace Wanjiru           | Кенија               | 1:43:59          |                  |
| 36      | Yadira Guamán           | Еквадор              | 1:45:15          |                  |
| 37      | Chaima Trabelsi         | Тунис                | 1:46:29          |                  |
|         | Клаудија Балдемара      | Боливија             | Дисквалификована | Дисквалификована |
|         | María José Poves        | Шпанија              | Дисквалификована | Дисквалификована |
|         | Viktória Madarász       | Мађарска             | Дисквалификована | Дисквалификована |
|         | Neringa Aidietytė       | Литванија            | Дисквалификована | Дисквалификована |
|         | Марија Гвадалупе Санчез | Мексико              | Дисквалификована | Дисквалификована |
|         | Олга Јаковенко          | Украјина             | Дисквалификована | Дисквалификована |
|         | Сабина Кранц            | Немачка              | Није завршила    | Није завршила    |
|         | Мелани Зегер            | Немачка              | Није завршила    | Није завршила    |
|         | Масуми Фучисе           | Јапан                | Није завршила    | Није завршила    |
|         | Семиха Мутлу            | Турска               | Није завршила    | Није завршила    |
| 1       | Олга Канискина          | Русија               | 1:29:42          | Диск.            |
| 3       | Анисја Кирдјапкина      | Русија               | 1:30:13          | Диск.            |
| 12      | Олена Шумкина           | Украјина             | 1:32:17          | ЛРС Диск.        |

Легенда: СР = Светски рекорд, РСП = Рекорд светских првенстава, ЕР = Европски рекорд, ЈАР = Јужмоамерички рекорд, СРС = Светски рекорд сезоне (најбоље време сезоне на свету), ЛРС = Рекорд сезоне (најбоље време сезоне), НР = Национални рекорд, ЛР = Лични рекорд

### Пролазна времена
| Дистанца | Такмичар              | Држава     | Време   |
| -------- | --------------------- | ---------- | ------- |
| 5 км     | 1. Олга Канискина     | Русија     | 23:29   |
| 5 км     | 1. Вера Соколова      | Русија     | и. в.   |
| 5 км     | 1. Jamy Franco        | Гватемала  | и. в.   |
| 5 км     | 1. Grace Wanjiru      | Кенија     | и. в.   |
| 10 км    | 1. Олга Канискина     | Русија     | 46:16   |
| 10 км    | 1. Вера Соколова      | Русија     | и. в.   |
| 10 км    | 1. Љу Хунг            | Кина       | и. в.   |
| 10 км    | 1. Настасја Јацевич   | Белорусија | и. в.   |
| 10 км    | 1. Анисја Кирдјапкина | Русија     | и. в.   |
| 10 км    | 1. Олена Шумкина      | Украјина   | и. в.   |
| 10 км    | 1. Масуми Фучисе      | Јапан      | и. в.   |
| 15 км    | 1. Олга Канискина     | Русија     | 1:08:03 |
| 15 км    | 2. Анисја Кирдјапкина | Русија     | 1:08:08 |
| 15 км    | 3. Љу Хунг            | Кина       | 1:08:12 |
| 15 км    | 4. Вера Соколова      | Русија     | 1:08:29 |
| 15 км    | 5. Елиза Ригуадо      | Италија    | 1:08:35 |